# Multiplikatív rend
A multiplikatív rend, rövidebben rend fogalmával a matematikában elsősorban a számelmélet és az algebra foglalkozik.
Legyen adott egy {\displaystyle m\in \mathbb {Z} ^{+}} pozitív egész szám. Egy másik adott (a) egész szám vagy maradékosztály modulo m vagy röviden mod(m) multiplikatív rendje az a legkisebb pozitív egész szám, melyre mint kitevőre az (a) számot emelve, 1-gyel kongruens számot kapunk modulo m. Azaz z-nek a mod(m) multiplikatív rendje az az r pozitív egész, amelyre mint hatványkitevőre z-t emelve zr 1 maradékot ad m-mel osztva, és ha zt is 1 maradékot ad, akkor r ≤ t.
Ugyanezek a definíciók elmondható maradékosztályokra is: a kettő, más megfogalmazásban, lényegében ugyanaz.
Megjegyzés: létezik additív rend is. Rendnek rövidebben a bonyolultabb (például nehezebben számolható), és fontosabb alkalmazásokkal bíró multiplikatív rendet nevezzük.
Az itt tárgyalt, egész számokra és maradékosztályokra definiált „multiplikatív rend” kifejezést a következő értelemben is használjuk: adott egy R = (U,+,×) test. Ekkor az a ∈ U elem (U,×) multiplikatív csoportbeli rendjét nevezzük az a ∈ U elem multiplikatív rendjének, és ezt {\displaystyle o^{\times }(a)}-val vagy jelöljük (esetleg {\displaystyle o_{\times }(a)} -val vagy {\displaystyle o_{R^{\times }}(a)} -val vagy {\displaystyle o_{R^{*}}(a)} -val vagy hasonlóan). Mivel ez gyakorlatilag a csoportelméletben értelmezett rendfogalom alkalmazása egy speciális helyzetben (amit az indokol, hogy tekinthető az (U,+) additív csoportra vonatkozó rend is), ezért a rend cikkben foglalkozunk vele külön.

## Formális definíció
Formálisan a következőt mondhatjuk: legyen {\displaystyle m\in \mathbb {Z} ^{+},i\in \mathbb {Z} }, ekkor az i szám {\displaystyle o_{m}^{\times }(i)} -vel, vagy röviden {\displaystyle o_{m}(i)}-vel jelölt multiplikatív rendje a következő szám: {\displaystyle o_{m}(i):=min\left\{e\in \mathbb {N} ^{+}\ |\ i^{e}\equiv 1{\pmod {m}}\right\}}.
A multiplikatív rend kiszámítására egyszerű explicit képletet (ellentétben az additív renddel) nem ismerünk. Könnyű viszont belátni, hogy ez a rend is egy maradékosztály-tulajdonság: a mod(m) egymással kongruens számok multiplikatív rendje egyenlő (ez a kongruenciák hatványozhatóságából következik).
Belátható, hogy ha a>1, akkor a multiplikatív rend az a∈ℕ egész szám vagy maradékosztály hatványai {\displaystyle (a^{i})_{i\in \mathbb {Z} }=\left(a^{0},a^{1},a^{2},...,a^{i},...\right)} sorozatának mod(m) maradékainak (minimális) periódusa. Ez azon a tételen alapul, pontosabban ezt az a tétel fogalmazza meg még precízebb formában, hogy ha az a-nak létezik rendje, akkor két hatványa akkor és csak akkor egyenlő, ha a fenti sorozatban az {\displaystyle i} indexeik, azaz a többszörözőik kongruensek mod(m). Ezt bővebben a rend c. szócikkben tárgyaljuk, az említett tétel bizonyítása megtalálható azonban e cikkben is, lentebb .

## Létezése: nem mindig létezik
Nincs minden számnak minden modulusra nézve multiplikatív rendje, például mod(4) (vagy akár mod(6)) nincs multiplikatív rendje a 2-nek ({\displaystyle 2^{1}\equiv 2{\pmod {4}},2^{2}\equiv 0{\pmod {4}}} , és általában ha k>1, akkor is {\displaystyle 2^{5}\equiv 0{\pmod {4}}}). Egy számnak akkor és csak akkor létezik multiplikatív rendje, ha relatív prím a modulushoz.
Ennek mélyebb, csoportelméletre épülő magyarázata: a mod(m) redukált maradékosztályok véges csoportot alkotnak a szorzásra nézve, melynek rendje φ(m); és véges csoportban minden elemnek van rendje, a legkisebb szám azon pozitív számok közt, melyre mint kitevőre az elemet emelve az egységelem adódik. Ilyen pozitív szám mindig van (tehát egy legkisebb, azaz a rend is létezik), mégpedig a csoport rendje, azaz φ(m). Nem mindig ez az összes elem rendje – azaz az elem rendje nem felt. a csoport rendje – azonban Lagrange tétele szerint az elem rendje ennek a számnak osztója (ha az elem és a csoport rendje véletlenül egybeesik, akkor az elem egy primitív gyök mod(m)). Ha a szorzásra nézve a maradékosztályok csoportot alkotnának, akkor minden maradékosztálynak lenne multiplikatív rendje, sajnos azonban általában {\displaystyle \mathbb {Z} _{m}} nem csoport, mert a szorzás nem invertálható (például a nem redukált maradékosztályok zérusosztók, és így nem invertálhatóak- egyébként pontosan a redukált maradékosztályok invertálhatóak, tehát pontosan akkor invertálható minden nem nulla elem, azaz pontosan akkor vagyunk csoportban, ha m prím, mivel pontosan a prímekre igaz, hogy minden nem nulla osztály redukált). Pontatlanul fogalmazva tehát azt mondhatjuk, hogy multiplikatív rend mod(m) azért nem mindig létezik, mert léteznek mod(m) zérusosztók.

## Rendtáblázat
A (multiplikatív) rend kis egész számokra a következőképp alakul:
| ↓m,i→ | 0 | 1 | 2  | 3 | 4 | 5 | 6  | 7  | 8  | 9 | 10 | 11 | 12 | 13 | 14 | 15 | 16 | 17 |
| 1     | 1 | 1 | 1  | 1 | 1 | 1 | 1  | 1  | 1  | 1 | 1  | 1  | 1  | 1  | 1  | 1  | 1  | 1  |
| 2     |   | 1 |    | 1 |   | 1 |    | 1  |    | 1 |    | 1  |    | 1  |    | 1  |    | 1  |
| 3     |   | 1 | 2  |   | 1 | 2 |    | 1  | 2  |   | 1  | 2  |    | 1  | 2  |    | 1  | 2  |
| 4     |   | 1 |    | 2 |   | 1 |    | 2  |    | 1 |    | 2  |    | 1  |    | 2  |    | 1  |
| 5     |   | 1 | 4  | 4 | 2 |   | 1  | 4  | 4  | 2 |    | 1  | 4  | 4  | 2  |    | 1  | 4  |
| 6     |   | 1 |    |   |   | 2 |    | 1  |    |   |    | 2  |    | 1  |    |    |    | 2  |
| 7     |   | 1 | 3  | 6 | 3 | 6 | 2  |    | 1  | 3 | 6  | 3  | 6  | 2  |    | 1  | 3  | 6  |
| 8     |   | 1 |    | 2 |   | 2 |    | 2  |    | 1 |    | 2  |    | 2  |    | 2  |    | 1  |
| 9     |   | 1 | 6  |   | 3 | 6 |    | 3  | 6  |   | 1  | 6  |    | 3  | 6  |    | 3  | 6  |
| 10    |   | 1 |    | 4 |   |   |    | 4  |    | 2 |    | 1  |    | 4  |    |    |    | 4  |
| 11    |   | 1 | 10 | 5 | 5 | 5 | 10 | 10 | 10 | 5 | 2  |    | 1  | 10 | 5  | 5  | 5  | 10 |
| 12    |   | 1 |    |   |   | 2 |    | 2  |    |   |    | 2  |    | 1  |    |    |    | 2  |

## Kiterjesztett definíció
Mivel bármely pozitív szám nulladik hatványa 1, ami automatikusan kongruens önmagával tetszőleges nem nulla modulus esetén; ezért az üres helyekre 0-t (esetleg ∞-t) írva nyugodtan kiterjeszthetjük a definíciót úgy, hogy minden nemnegatív számnak legyen rendje. Ez arra szolgál, hogy ne legyen már üres hely a táblázatban, ne legyen a rend parciális függvény. Tulajdonképpen csak így van értelme azt mondani, hogy a multiplikatív rend periódusa a hatványok sorozatának. Az ilyesfajta kiterjesztésnek azonban nincs ezen kívül fontos szerepe a számelméletben.

## Fontosabb tulajdonságok
A legeslegfontosabb megemlíteni a következő tételt:
Legyen m>0 egész szám, továbbá a,'i,'j∈ℕ; továbbá létezzen {\displaystyle o_{m}^{\times }(a)} , azaz legyen {\displaystyle \left(a,m\right)=1} ; ekkor
Ekkor a dolog a kongruenciák egyszerűsítési szabályából következik. Jelöljük a rendet röviden {\displaystyle o(a):=o_{m}^{\times }(a)} -val
- Legyen {\displaystyle i\equiv j{\pmod {o(a)}}}, tehát i=ko(a)+j. Ekkor {\displaystyle a^{i}=a^{ko(a)+j}=(a^{o(a)})^{k}\cdot a^{j}\equiv 1^{k}a^{j}=a^{j}{\pmod {m}}} ;
- Legyen most {\displaystyle a^{i}\equiv a^{j}{\pmod {m}}} , ezt írjuk át így (tegyük fel, hogy i≤j; a jelöléseket így is megválaszthatjuk): {\displaystyle a^{j-i}\equiv 1{\pmod {m}}} . Most osszuk el maradékosan {\displaystyle j-i}-t a nem nulla o(a) számmal, kapjuk például, hogy {\displaystyle j-i=qo(a)+r}, ahol q,r∈ℤ és a maradékos osztás definíciója szerint {\displaystyle 0\leq r<o(a)} . Ekkor {\displaystyle 1\equiv a^{j-i}\equiv a^{qo(a)+r}=a^{qo(a)}a^{r}=(a^{o(a)})^{q}\cdot a^{r}\equiv 1^{q}a^{r}=a^{r}{\pmod {m}}} , tehát {\displaystyle a^{r}\equiv 1{\pmod {m}}} . Azonban o(a) a rend definíciója alapján a legkisebb pozitív egész, amelyre a-t emelve 1-gyel mod(m) kongruens számot kapunk, és az előző szerint r egy nála kisebb nemnegatív egész. Ez csak úgy lehetséges, ha nem pozitív az r, azaz {\displaystyle r=0}. Tehát {\displaystyle j-i=qo(a)(+0)}; azaz {\displaystyle j=qo(a)+i} , azaz {\displaystyle o(a)\ |\ j-i} ; ami épp azt jelenti, hogy {\displaystyle i\equiv j{\pmod {o(a)}}} . QED.

Speciális esetként azt kapjuk, hogy egy i∈ℕ egész számra {\displaystyle a^{i}\equiv 1{\pmod {m}}\Leftrightarrow o(a)|i}, hiszen ezt átírhatjuk úgy, hogy {\displaystyle a^{i}\equiv a^{0}{\pmod {m}}\Leftrightarrow i\equiv 0{\pmod {o(a)}}} , és ez már tényleg az előző tétel egyik esete (j=0) . Ez utóbbit röviden úgy fogalmazhatjuk meg, hogy a mod(m) 1-et adó kitevők pontosan a (multiplikatív) rend többszörösei; vagy szokásosabb, de pongyolább megfogalmazásban, „a rend osztója az 1-et adó kitevőknek”.

## RMO és primitív gyök
Ha egy maradékosztálynak létezik mod(m) multiplikatív rendje, akkor redukált maradékosztálynak (RMO) is nevezzük.
Ha egy számnak a mod(m) multiplikatív rendje épp φ(m), akkor neve primitív gyök modulo(m). Az ilyen {\displaystyle p\in \mathbb {Z} } számok nevezetessége, hogy generálják a mod(m) multiplikatív redukált maradékosztály-csoport elemeit, azaz bármely {\displaystyle j\in \mathbb {Z} } számra {\displaystyle \left(j,m\right)=1} esetén {\displaystyle j\equiv p^{k}{\pmod {m}}} valamilyen {\displaystyle k\in \mathbb {Z} ^{+}} -ra.

## Lásd még
- Moduláris számelmélet
- kongruencia
- Rend (csoportelmélet)
- Rend (matematika)